# Club Vasco da Gama
O Club Vasco da Gama foi uma agremiação esportiva da cidade de Manaus.

## História
O clube foi fundado em 11 de outubro de 1913 pela colônia de portugueses da cidade de Manaus, e escolheram o navegador da "terrinha" para homenagear no nome do clube. Apesar de não ter ligação com o clube carioca conhecido nos dias atuais, e ter sido o primeiro com o nome do navegador luso a atuar no futebol brasileiro, curiosamente o o Vasco da Gama possuía uniforme parecido com aquele do Rio de Janeiro: camisa branca, calção preto e meias pretas, não possuindo apenas a faixa transversal. No seu escudo, a cruz pátea, símbolo português, dentro de um brasão simples, pentagonal. O primeiro presidente do clube foi o senhor Manoel Pinto.
O seu campo oficial era conhecido como campo dos Bilhares e sua sede social ficava, inicialmente, na Avenida Eduardo Ribeiro. Porém, depois, a sede era transferida para as Ruas Guilherme Moreira e Instalação. Durante sua trajetória, o Vasco teve como principais rivais as equipes do Luso e Onze Português.
Goleada sobre o Rio Negro
O alvinegro possuía em seus primeiros anos, um elenco jovem entusiasta do futebol, que até amadurecer levou algumas pancadas dentro de campo, e o Vasco da Gama que não tinha nada a ver com isso, goleou o futuro grande do futebol amazonense por 5x1, no dia 28 de Dezembro de 1913, o Galo havia sido fundado há pouco mais de um mês dali. Em revanche, no dia 18 de janeiro de 1914, nova vitória dos vascaínos, desta vez por 5x2.

## Participação no Amazonense
A equipe participou de apenas duas edições do campeonato oficial do estado, sem muito sucesso. No primeiro campeonato, de 1914, a equipe acabou na última colocação. Na sua segunda temporada, em 1915, se revoltou contra a liga e depois de apenas quatro partidas, se desfiliou para nunca mais voltar.
- Primeira Divisão: 1914 e 1915

### Jogos em Destaque
- 15 de Novembro de 1913 - Vasco da Gama 1x4 Manaós Sporting - 1º jogo oficial da sua história.
- 15 de Março de 1914, 16:00 - Nacional 3 x 0 Vasco da Gama - Bosque Municipal(Válido pelo Estadual)
- 28 de Dezembro de 1913 - Vasco da Gama 5x1 Rio Negro
- 18 de Janeiro de 1914 - Vasco da Gama 5x2 Rio Negro

## Desaparecimento
O Vasco da Gama desapareceu após se fundir com outra equipe de origem na colônia portuguesa, o Onze Português, isso devido ao insucesso dos primeiros anos. Da fusão nasceu uma associação de muito sucesso esportivo no Amazonas: a União Esportiva Portuguesa, em 18 de Agosto de 1915(veio a ser bicampeão amazonense).
O Vasco da Gama ainda chegou a ser reorganizado e refundado, por alguns sócios remanescentes, em outubro de 1915. Mas pouco depois foi extinto definitivamente.

### Time base
- CVG: Argentino, Martins, Borges, Pinto, Otto, Carneiro, Meyer, Soeiro, Ostereich, Mendes e Abílio